# テオドル・ロース
テオドル・ロース（Theodor Loos、1883年5月18日 - 1954年6月27日）は、ドイツの俳優。ツヴィンゲンベルク出身。

## 出演作品
- プラーグの大学生
- 怪人マブゼ博士
- 海洋児
- ボートの8人娘
- ニーベルンゲン／クリームヒルトの復讐
- ニーベルンゲン／ジークフリート
- オセロ
- メトロポリス (1927年の映画)（ヨザファート）